# Josef Matys
Josef Matys (Velké Petrovice, toen: Groß-Petrowitz, 30 juli 1851 – Theresienstadt, 23 mei 1937) was een Tsjechisch componist en militaire kapelmeester. 

## Levensloop
Matys leerde eerst voor muziekinstrumentenbouwer. In 1871 werd hij militaire muzikant in de muziekkapel van het Infanterie-Regiment nr. 18 en vervolgens studeerde hij aan de Alte Orgelschule te Praag; Leoš Janáček was toen een medestudent. Na het behalen van zijn diploma's werd hij in 1877 militaire muzikant in de muziekkapel van het Infanterie-Regiment nr. 55 in Lviv, toen nog Lemberg geheten. In 1880 werd hij militaire kapelmeester van de muziekkapel van de 17e Artilleriebrigade van het keizerlijk Russische leger in Biała Podlaska. In 1882 kwam hij terug naar Oostenrijk en werd dirigent van de pas opgerichte Militaire muziekkapel van het 94e Infanterie-Regiment.
Van 1920 tot 1924 was hij privé-muziekleraar bij graaf Kolovrat in Týnec nad Labem. Hij overleed – vermoedelijk helemaal verarmd – in 1937 in het militaire ziekenhuis in Theresienstadt.
Als componist werd hij vooral bekend door zijn 94er-Regimentsmarsch, die hij opdroeg aan de Spaanse koning Alfons XII van Spanje. Deze mars is ook bekend onder de titels Spanischer Marsch, El Picador, Reichenberger Marsch, Gruß an Reichenberg en Marsch - dem spanischen König Alphons XII. zugeeignet bekend. 

## Composities

### Werken voor harmonieorkest
- 1883 König-Alfons-Marsch
- 1883 Reichsjubiläums-Marsch
- 1883-1885 94er Regimentsmarsch (Gruß an Reichenberg), Op. 33
- 1894 Prinz Croy-Marsch - opgedragen aan Leopold Prinz Croy
- 1903 Jubiläums-Marsch (1883-1903) - gecomponeerd ter gelegenheid van het 20jarig bestaan van het regiment
- Der Mahnruf an die 94er, Op. 71 (Opgedragen aan de commandeur van het regiment overste Kasimir Ritter Pomiankowski von Wiara)
- Die 92er kommen
- Heyss-Marsch
- Oberst Versbach-Marsch
- Regiments-Vereinigungs-Marsch